# 新时代学习大会
新时代学习大会，是一档由中共湖南省委宣传部策划，中共湖南省委宣传部、湖南广播电视台、人民网、中国教育电视台、湖南教育电视台联合出品的中国电视节目。节目主要围绕“习近平新时代中国特色社会主义思想”和中共中央总书记习近平个人经历的相关内容，以知识问答竞赛的形式进行，并邀请中共中央党校、北京大学、清华大学等高校的专家学者担任讲评嘉宾。
2018年年初，中共中央第八巡视组对湖南广播电视台进行了巡查，认为电视台存在节目制作“过度娱乐化”现象，要求中共湖南省委对此做出整改。随后湖南广播电视台党委后制订《坚持新闻立台防止过度娱乐化问题的若干规定》，包括在晚上8点时段安排播出多个新闻公益节目。
节目于2018年9月30日起，每晚19:30在湖南卫视首播，2018年10月1日——10月5日期间，湖南都市频道每晚22:00、中国教育电视台每晚22：30播出，网络播出平台为人民网和芒果TV。该节目是2017年的《社会主义有点潮》的第二季延续。

## 分集内容
该节目共5集，每集40分钟。
- 第一集《习近平新时代中国特色社会主义思想从哪里来》
- 第二集《习近平新时代中国特色社会主义思想新在哪》
- 第三集《习近平新时代中国特色社会主义思想带来什么新变化》
- 第四集《习近平新时代中国特色社会主义思想告诉我们怎么干》
- 第五集《习近平新时代中国特色社会主义思想带我们到哪里去》

节目设置了“时空问答”、“时代新语”、“百秒开讲”三个比赛环节，每集参赛选手3人，均来自高校，既有在校本科生、硕士生、博士生，也有高校辅导员和专任教师。节目共有15位参赛选手，分别来自湖南省内15所高校。2018年9月9日下午，《新时代学习大会》的决赛在长沙举行，湖南师范大学的2016级马克思主义理论博士生左娴夺得冠军。 节目最后结束时，主持人引用了电视剧《走向共和》主题曲的歌词：“一年年花开花落，冬去春来，草木又蓬勃；一页页历史翻过，前浪远去，后浪更磅礴。”（原歌词后接“一座座火山爆发，天崩地裂，君王美梦破；一顶顶皇冠落地，斗转星移，世事有新说。”）
节目中，特邀专家、清华大学马克思主义学院院长艾四林提问道：“什么样的理论才算得上是伟大的理论？”对此，北京大学毕业的中南大学教师刘临达回答说：“伟大的理论一定是历史的理论、科学的理论、人民的理论。在当代，科学的理论，伟大的理论就是习近平新时代中国特色社会主义思想。”
节目中关于习近平个人经历的问题有：在习近平15岁，从北京被送到陕西梁家河插队时，有一次曾步行15公里去借了什么书？答案是《浮士德》。

## 评价
播出当地的中共湖南省委机关报《湖南日报》评论，该节目讲述了“习近平新时代中国特色社会主义思想的科学体系、丰富内涵、原创性贡献和历史地位”，并引述不具名观众的话，表示看了节目“接受新思想的洗礼，感觉整个人都升华了”。
美国《纽约时报》的报道说，这个节目常常让人感觉像是对习近平的颂歌，使得习近平被提升到了可以跟毛泽东并肩的地位。报道还引述了两位学者的看法：英国格拉斯哥大学的政治学教授简·达克特(Jane Duckett)认为，这个节目看起来像是一个“把习近平和他的思想置于历史马克思主义范畴中”的尝试，为其议程提供合法性；香港浸会大学的政治学教授高敬文则表示，“他们希望展示共产党贴近人民，但这很难让年轻人信服。”英国广播公司认为，这个节目是喊口号、在电视上歌颂领导人等宣传手法的延伸，不过用上了游戏的形式，帮助领导人建立起个人崇拜。